# Philippe Senderos
Philippe Sylvain Senderos (Genf, 1985. február 14. –) svájci válogatott labdarúgó.

## Pályafutása

### Servette
Már 7 évesen csatlakozott a Servette FC csapat utánpótláshoz, később a juniorokhoz, majd a felnőttcsapatba is bekerült.

### Arsenal
Senderos 2002 nyarán került az Arsenalhoz. Senderos a 2005-06-os szezonban szerezte első gólját a West Brom ellen, amit elveszített az Arsenal 2-1-re. A Middlesbrough ellen is betalált, a végeredmény 7–0 lett az Arsenal javára.

### Milan
Arsène Wenger, az Arsenal menedzsere 2008 augusztusában kölcsönadta az olasz AC Milan csapatának egy teljes évre. Hamar bekerült a kezdőcsapatba, Paolo Maldini helyére. De az első mérkőzése az Európa-ligában a portugál SC Braga ellen volt, és első Seria A-mérkőzése a ACF Fiorentina ellen volt. Az első gólját US Lecce ellen szerezte fejesből, a végeredmény 2-0 lett. 2009 telén visszatért korábbi csapatához.

### Everton
Senderos, mikor visszajött a Milanból, mindössze 2 mérkőzést játszott, majd 2010 januárjában ismét kölcsönadták, az Everton FC-nek, fél évre. A 23-as mezszámot kapta meg, korábban ez Lucas Neill viselte, ám ő tovább állt a Galatasaray SK-hoz. Az első mérkőzését a Wigan Athletic FC ellen játszotta vendégként, amit csapata megnyert 1–0-ra.

## Válogatott
Senderos az U17-es svájci válogatottal megnyerte a 2002-es Európa-bajnokságot Franciaország ellen. 2005. márciusban Francia válogatott ellen Párizsban mutatkozott be, az eredmény 0-0 lett. A 2006-os világbajnokságon benne volt a kezdő tizenegyben. A 2008-as Európa-bajnokságon is részt vett a csapatban.

## Magánélete
Senderos 6 nyelven beszél:angol, francia, spanyol, német, olasz és portugál. Van egy fiútestvére, Julien Senderos aki profi kosárlabdázó, a Meyrin Grand-Saconnex csapat és a svájci válogatott játékosa. Édesapjuk spanyol, neve Francisco Julián Díaz y Senderos, édesanyjuk szerb származású, neve Zorica Novaković.

## Díjak,sikerek
Arsenal FC
Győztesek:
- FA kupa: 2004-05
- FA Community Shield: 2004

Döntősök:
- UEFA-bajnokok ligája: 2005-06
- Carling Kupa: 2006-07
- FA Community Shield: 2005

 Válogatott
Győztesek:

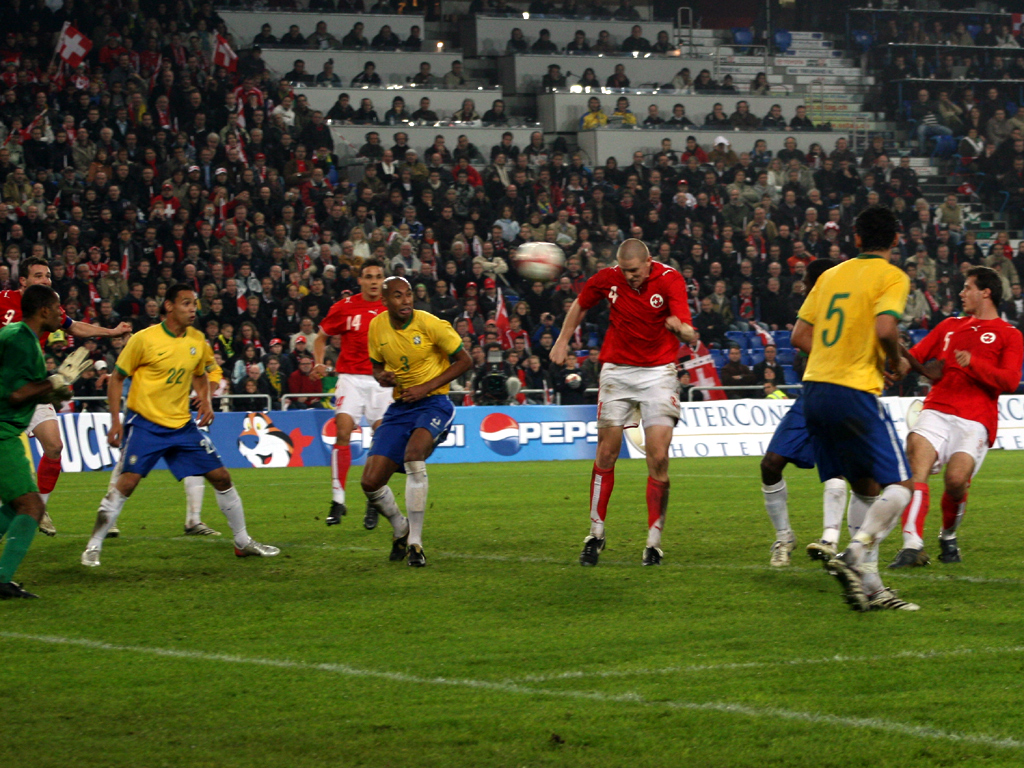
Senderos svájci válogatottal Brazília ellen

- U17-es labdarúgó-Európa-bajnokság: 2002

## Külső hivatkozások
- Philippe Senderos hivatalos honlapja
- Profile az arsenal.com-on
- Philippe Senderos pályafutásának statisztikái a Soccerbase oldalon (angolul)

- Profile a sporting-heroes.net-en